# Santa Susana-bergen
Santa Susana-bergen (engelska: Santa Susana Mountains) är en bergskedja i Los Angeles County och Ventura County i södra Kalifornien, USA. Bergskedjan sträcker sig i öst-västlig riktning och har San Fernando Valley i sydöst och Simi Valley i söder samt Santa Clara River Valley i norr och Santa Clarita Valley i nordöst. Oxnardslätten ligger väster om Santa Susana Mountains. Newhall Pass skiljer Santa Susana Mountains från San Gabriel Mountains i öster.

## Bergstoppar
De högsta topparna i bergskedjan är Oat Mountain (1 142 m), Mission Point (845 m), Rocky Peak (827 m) och Sand Rock Peak (765 m).